# Matouš Dvořák
Matouš Dvořák (* 24. září 1998 Třebíč) je český spisovatel, překladatel a hudební skladatel. Vystudoval novořecký jazyk a literaturu na Filozofické fakultě Masarykovy univerzity v Brně. Právě řecké motivy se často odráží i v jeho vlastní tvorbě. Během studií pořádal i filmové eventy Řecký filmový večer a s projektem Řečtina mě láká se věnoval popularizaci řecké kultury. Jeho filologické překlady písní řeckého textaře Nikose Gatsose vyšly v The Gatsos Archive harvardské knihovny.

## Literární tvorba
Již od útlého dětství toužil být spisovatelem. Bodem obratu se pro něj proto stala 1 600 kilometrů dlouhá pěší pouť z Paříže do Santiaga de Compostela, kam jsem se vydal se svým přítelem Nico Moro v roce 2019. O této cestě pojednává jeho první publikovaná kniha, cestopis Pěšky z Paříže do Santiaga, který vyšel v roce 2020 v nakladatelství Albatros.
V roce 2022 se se svou literární prvotinou Nejlepší člověk na světě, již napsal už v roce 2017, umístil na 2. místě v celostátní spisovatelské soutěži na volné téma od nakladatelství Talent Pro Art, která vyšla v témže roce pod hlavičkou téhož nakladatelství. Ředitel nakladatelství Jiří Pešaut o knize napsal: Strhující a výborně napsaná novela mapující cestu úspěšného a oblíbeného muže, politika, člověka. Autor ve svém textu velmi dobře vystihl davové šílenství, vývoj hlavní postavy s určitými ideály a vliv postupně narůstající moci na jeho nezadržitelný pád. Nikol Horáková z Čteme české autory o knize napsala: Osobně titul hodnotím jako pozoruhodný počin, který se mi trefil do vkusu. Díky rozsahu novely se sice dá zhltnout za jeden večer, jeho myšlenky však zůstanou rezonovat ještě dlouho poté.

## Hudební tvorba
V roce 2018 se začal věnovat skládání moderní klasické hudby (contemporary music). Na Filozofické fakultě Masarykovy univerzity vyhrál v umělecké soutěži, kam se přihlásil se svou skladbou na piano s názvem 1922. Skladba následně zahrála i při slavnostním předávání medailí k příležitosti sto let od založení fakulty.
V roce 2022 se pak s další skladbou s názvem Les Vagues de l'Antiquité umístil na prvním místě v celostátní umělecké soutěži Face2Art. Vlastislav Matoušek, který působí coby profesor na pražské HAMU, skladbu označil za zajímavou dramaticko-romantickou miniaturu. V témže roce napsal hudbu k divadelnímu představení Malé ženy a k studentskému filmu Každá vteřina s Kateřinou.
V roce 2023 vyšla jeho první audiovizuální nahrávka skladby Krásné ty země v tobě i ve mně, kterou zkomponoval k příležitosti zahájení 25. ročníku mezinárodního kongresu asociace mediteránních studií.
V roce 2023 vydal dvě hudební alba, Opus 1 zkomponovaný v letech 2018–2020, a Opus 2 zkomponovaný v roce 2021.

## Tvorba
- Pěšky z Paříže do Santiaga, Praha: Albatros, 2020. ISBN 978-80-264-3559-4
- Nejlepší člověk na světě, Praha: Talent Pro Art, 2022. ISBN 978-80-7629-071-6 (PDF), ISBN 978-80-7629-072-3 (Mobi), ISBN 978-80-7629-073-0 (EPUB), ISBN 978-80-7629-074-7 (AZW3)
- Symfonická báseň Persefoné a Hádés, 2022.[12]
- Opus 1, Prodejhudbu.cz, 2023. Katalogové číslo: PH06708-001
- Opus 2, Prodejhudbu.cz, 2023. Katalogové číslo: PH06708-002
- Malé ženy, Prodejhudbu.cz, 2023. Katalogové číslo: PH06708-004
- Každá vteřina s Kateřinou, Prodejhudbu.cz, 2023. Katalogové číslo: PH06708-003
- Krásné ty země v tobě i ve mně, Brno, 2023.